# Kathleen Kennedy (1920-1948)
Kathleen Agnes “Kick” Kennedy (Brookline, 20 februari 1920 – Saint-Bauzille, 13 mei 1948), was een lid van de Amerikaanse familie Kennedy. Door haar huwelijk met de Britse aristocraat William Cavendish werd zij in 1944 markiezin van Hartington. Dit huwelijk tussen een prominente katholieke Amerikaanse en een adellijke Britse protestant deed indertijd veel stof opwaaien. Zij kwam in 1948 om het leven bij een vliegtuigongeluk in de Ardèche, op 28-jarige leeftijd.

## Jeugd
Kathleen ‘Kick’ Kennedy was de dochter van politicus Joseph P. Kennedy, sr. en Rose Fitzgerald Kennedy. Zij was hun vierde kind en had vier zusters (Rosemary Kennedy, Eunice Kennedy, Patricia Kennedy en Jean Kennedy) en vier broers (Joseph Kennedy jr, John Fitzgerald Kennedy, Robert Kennedy en Edward Kennedy). Zij bracht een groot deel van haar jeugd door in New York. In 1938 verhuisde het gezin naar Londen omdat Joseph Kennedy senior daar tot ambassadeur was benoemd.
Op 12 mei 1938 werd Kathleen Kennedy formeel geïntroduceerd in de Britse society, toen ze als debutante aan het hof werd voorgesteld. De Britse pers was zeer geïnteresseerd in de familie Kennedy, in het bijzonder in de spontane en intelligente Kick. 
Het uitbreken van de Tweede Wereldoorlog in 1939 dwong  Kennedy om terug te keren naar Amerika, waar zij in Florida ging studeren. Zij werkte daarnaast als vrijwilliger voor het Rode Kruis en zette zich in om fondsen te werven voor gewonde Britse zeelieden. 
Vanaf 1941 werkte ze in Washington bij een krant, de Times Herald. Zij begon daar als assistente van de hoofdredacteur. Later recenseerde ze toneelvoorstellingen en films, en schreef een column.
In 1943 keerde ze als Rode-Kruisvrijwilliger terug naar Londen. Een foto van een vrolijke Kennedy die in uniform door Londen fietst werd een bekend symbool voor de samenwerking tussen de Britten en de Amerikanen tijdens de oorlog.

## Huwelijk met markies van Hartington
Al in 1938 had Kennedy William Cavendish ontmoet. Hij was de oudste zoon van de hertog van Devonshire en voerde de hoffelijkheidstitel markies van Hartington. Tussen de twee was een romance ontstaan, zeer tot ongenoegen van Kathleen’s moeder Rose Fitzgerald Kennedy. Als devoot katholiek keurde zij haar dochters relatie met een protestant af. Kort nadat Kennedy in 1943 was teruggekeerd naar Londen besloten Cavendish en zij dat ze wilden trouwen.
In die tijd waren er nog grote tegenstellingen tussen katholieken en protestanten. Beide families waren belijdend gelovig - de Kennedys katholiek en de Cavendishes protestant - en maatschappelijk prominent. Over het voorgenomen huwelijk werden gesprekken gevoerd met het hoofd van de katholieke kerk in Engeland en de aartsbisschop van Canterbury, het hoofd van de Anglicaanse kerk.
Kennedy was niet bereid om haar katholieke geloof op te geven. Voor de hertog van Devonshire was het onacceptabel dat de kinderen van zijn oudste zoon katholiek zouden worden opgevoed. Dit was voor de katholieke kerk doorgaans een voorwaarde om akkoord te kunnen gaan met een gemengd huwelijk. Het resultaat van de gesprekken was een compromis: in ieder geval de eventuele zoons van Kennedy en Cavendish zouden protestant worden opgevoed. Dit was  voor de hertog van Devonshire voldoende om het huwelijk van zijn erfgenaam te kunnen accepteren. Kathleen Kennedy trouwde op 6 mei 1944 met William Cavendish tijdens een korte burgerlijke plechtigheid in het stadhuis van Chelsea. Van de familie Kennedy was alleen haar oudere broer Joseph Kennedy Jr aanwezig. Rose Fitzgerald Kennedy bleef absoluut tegen het huwelijk gekant en had een tijd lang geen contact met haar dochter.
William Cavendish was een officier in het Britse leger. Hij vertrok in juni naar het front en sneuvelde op 10 september 1944 in België. Kennedy was op dat moment in de VS om een herdenkingsdienst bij te wonen voor haar broer Joseph, die enkele weken eerder ook was omgekomen. Zij keerde direct terug naar Londen waar ze de rest van haar leven zou blijven wonen.

## Overlijden

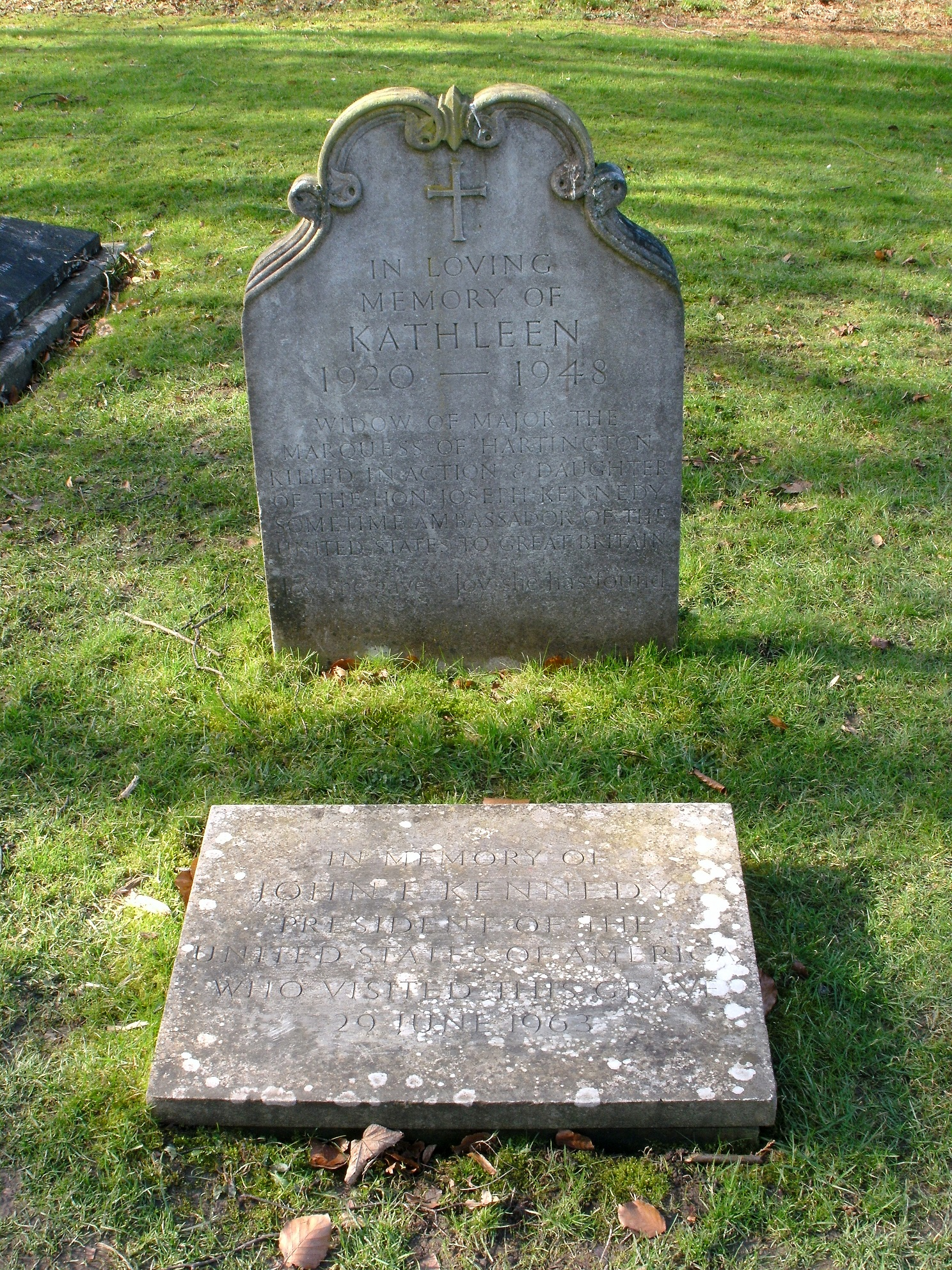
Graf van Kathleen Kennedy in Edensor. De plaquette vóór de grafsteen verwijst naar het bezoek dat haar broer president John F. Kennedy in 1963 aan het graf bracht.

Na de oorlog wilde Kennedy hertrouwen met Peter Wentworth-Fitzwilliam, 8e graaf Fitzwilliam; hij was echter nog getrouwd. Rose Fitzgerald Kennedy maakte duidelijk dat een huwelijk met een gescheiden protestantse man zou betekenen dat haar dochter verstoten zou worden uit de familie Kennedy. 
Kennedy en Fitzwilliam kwamen op 13 mei 1948 beiden om het leven bij een vliegtuigongeluk in de Ardèche, Frankrijk. Een van de redenen voor hun reis was een bezoek aan Kennedy’s vader in Parijs om hem te overtuigen hun huwelijksplannen te steunen. Na het ongeluk slaagden de invloedrijke Kennedy's erin de reden voor de reis en haar relatie met de nog steeds getrouwde Fitzwilliam uit de media te houden.
Kathleen Kennedy werd als markiezin douairière van Hartington begraven op het Cavendish familiekerkhof in het dorp Edensor, dichtbij Chatsworth House, de residentie van de hertogen van Devonshire. Van haar eigen familie woonde alleen haar vader de begrafenis bij. In juni 1963 bracht John Fitzgerald Kennedy, op dat moment president van de Verenigde Staten, een bezoek aan het graf van zijn zuster. In de jaren na haar dood raakte Kathleen Kennedy min of meer in de vergetelheid. De familie Kennedy vermeed bewust de aandacht op haar te vestigen. Pas aan het eind van de twintigste eeuw kwam er belangstelling voor haar leven.

## Populaire cultuur
In de film Young Joe, the Forgotten Kennedy (1977) wordt de rol van Kathleen 'Kick' Kennedy gespeeld door Darleen Carr.